# Saint-Louis (Moselle)
Saint-Louis (Duits: Sankt Ludwig bei Pfalzburg)   is een gemeente in het Franse departement Moselle (regio Grand Est) en telt 701 inwoners (1999). De plaats maakt deel uit van het arrondissement Sarrebourg-Château-Salins.

## Geografie
De oppervlakte van Saint-Louis bedraagt 9,3 km², de bevolkingsdichtheid is 75,4 inwoners per km².
De onderstaande kaart toont de ligging van Saint-Louis (Moselle) met de belangrijkste infrastructuur en aangrenzende gemeenten.

## Demografie
Onderstaande figuur toont het verloop van het inwonertal (bron: INSEE-tellingen).